# أبو بكر إمام
أبو بكر إمام (1911-1981)، كاتب وصحفي نيجيري . يعتبر رائدا في الكتابة الهوسوية. نال كتابه «رون بغجا» شهرة واسعة حين قدمها للمشاركة في مسابقة الكتابة الأدبية عام 1933م، أبدى الدكتور روبرت إيست، رئيس مكتب الأدب في زاريا الذي نظم المسابقة، إعجابه لأسلوب الكتابة الجذاب لأبو بكر إمام وقرر إشراكه في جميع مساعي المكتب. واصل أبوكبر مهنة الكتابة في زاريا الواقعة في شمال نيجيريا حتى أصبح المحرر الأول لصحيفة «غسكيا تاف كوبو» (بالهوسا: Gaskiya Tafi Kwabo) التي أسسها الدكتور روبرت إيست لتكون أول صحيفة تنشر بلغة الهوسا في نيجيريا. 

## حياته
ولد الكاتب أبوبكر إمام في قرية «كاغبر» الواقعة في ولاية نيجير حالياً، الشمال الغربي لدولة نيجيريا من أسرة متدينة ومهتمة بالعلم والتعليم. كان أبوه عالماً وإماماً تنقل مع الولد أبوبكر إمام بين المناطق لهدف التعليم. درس في كلية كاتسينا ثم التحق بمعهد التربية، جامعة لندن. بدأت شهرة الكاتب أبوبكر إمام حين شارك في مسابقة الكتابة الأدبية التي نظمها الدكتور روبرت إيست في مدينة زاريا. دخل أبوكر إمام المسابقة بكتابه «رون بغجا» ونال بذلك إعجاب الجميع ومنهم منظم المسابقة. حاز الكتاب المرتبة الأولى في المسابقة لأنه قد برز من خلاله المعرفة الحية للأعراف الأصلية والغطاء النباتي ويختلط بأسلوبه الأدبي من الذكاء والنثر الخيالي.
وفي عام 1939م، بعد فوز الكاتب أبوكر إمام في المسابقة ونيله إعجاب الدكتور روبرت إيست، اقترح عليه العمل في مكتبه. واستمر معه حتى تأسيس صحيفة (Gaskiya Ta Fi Kwabo) والتي تعني بالعربية "الحق لا يقدر بثمن" أو حرفيا "الحق أفضل من كوبو (أصغر وحدة عملية لنيجيريا). أصبحت الصحيفة مشروعًا ناجحًا وأنشأت منبرًا للعديد من المثقفين النيجيريين الشماليين. كان تعرض العديد من الكتاب البارزين في شمال نيجيريا للعملية السياسية نتيجة أعمال أبوبكر إمام في السياسة.

## مؤلفاته
كانت مؤلفات الكاتب أهمية بالغة لدى القارئ النيجيري، لاسيما الباحثين في اللغة الهوساوية. اهتم بها النيجيريون وغيرهم حتى ترجمت بعضها إلى اللغات الأخرى. من كتبه:
1. Tafiya Mabudin Ilimi (السفر مفتاح العلم)
2. Ruwan Bagaja (ماء الحياة/ ما العلاج) منشور في عام 1935م
3. The Abubakar Imam's Memoir (مذكرات أبوبكر إمام)
4. Magana Jari ce (الكلام رأسمال) في ثلاثة أجزاء
5. Tarihin Annabi Muhammad (سيرة النبي محمد صلى الله عليه وسلم)
6. Tarihin Musulunci (تاريخ الإسلام) منشور في 1960م
7. Hali Zanen Dutse منشور في 1954